# Jean Daniel Haguenot
Jean Daniel Haguenot est un homme politique français né le 19 août 1797 à Saint-Thibéry (Hérault) et décédé le 23 novembre 1874 à Montaudran (Haute-Garonne).
Médecin à Pézenas, il est député de l'Hérault en 1834 et de 1837 à 1842, siégeant dans la majorité soutenant les ministères de la Monarchie de Juillet. Il obtient en 1842 une chaire de chirurgie à la faculté de Montpellier.

## Sources
- « Jean Daniel Haguenot », dans Adolphe Robert et Gaston Cougny, Dictionnaire des parlementaires français, Edgar Bourloton, 1889-1891 [détail de l’édition]